# Otholobium bolusii
Otholobium bolusii là một loài thực vật có hoa trong họ Đậu. Loài này được (H.M.L.Forbes) C.H.Stirt. miêu tả khoa học đầu tiên.